# Eekhoorngras
Eekhoorngras (Vulpia bromoides) is een plantensoort uit de grassenfamilie (Poaceae). 

## Determinatie
Eekhoorngras is een eenjarige, kruidachtige plant. De plant wordt 6–50 cm hoog en vormt meestal kleine pollen. Het jonge blad is opgerold. Het blad is 1–18 cm lang en  0,5–3 mm breed. Het tongetje is 0,2–1 mm lang.
Eekhoorngras bloeit van mei tot in juli met enigszins uitstaande en meestal rechtopstaande, 5–10 cm lange pluimen die meestal ver buiten de bovenste bladschede uitsteken. De onderste tak van de pluim is tot half zo lang als de pluim zelf. De 7–14 mm lange aartjes hebben drie tot acht bloemen. Het onderste kelkkafje heeft drie nerven en is 3–6 mm. Het bovenste kelkkafje is anderhalf tot tweemaal zo lang als het onderste. Het onderste kroonkafje is 8 mm lang en 1,3–1,9 mm breed. De kafnaald is ongeveer even lang als dit kroonkafje. Het bovenste kroonkafje is 6,5 mm lang. Er is maar een, 0,7 mm lange helmknop.
De vrucht is een 3–4 mm lange en 0,5 mm brede graanvrucht. Het aantal chromosomen is 2n = 14.

### Gelijkende taxa
Eekhoorngras lijkt veel op andere soorten uit het geslacht langbaardgras. Ze wordt het meest verward met gewoon langbaardgras, waarmee ze het meest samen voorkomt. Gewoon langbaardgras heeft een aanzienlijk langere bloeiwijze die meestal gebogen en overangend is (eekhoorngras heeft een korte bloeiwijze (dikwijls tot 8–9 cm) en staat rechtop. Van gewoon langbaardgras en duinlangbaardgras onderscheidt ze zich door de kleinere verschillen tussen de beide kelkkafjes en de onderste zijtak die meestal de helft van de hele bloeiwijze beslaat.

## Ecologie
Eekhoorngras staat op open en zonnige, warme en droge, goed doorlatende, meso-oligotrofe tot mesotrofe, uitgesproken stikstofarme en zwak zure, kalk- en humusarme zandgrond, vaak met leem of klei in de ondergrond en soms ook op zavel en stenige grond. Ze groeit in schraal binnenduingrasland, op omgewerkte en braakliggende grond, langs spoorwegen en in afgravingen, in bermen en op hellingen, in heide en bosranden. Verder is ze waargenomen in zandakkertjes en op muren, tussen straatstenen en op zandruggetjes in vochtig poldergrasland, op kliftoppen, stortplaatsen en bij wolverwerkende fabrieken.

## Verspreiding
De soort komt van nature voor in Europa, Noord-Afrika, Anatolië en is van daaruit verspreid naar Noord-Amerika, Hawaï, Puerto Rico, delen van Centraal-Afrika, Zuid-Afrika, Australië en Nieuw-Zeeland. De soort staat op de Nederlandse Rode lijst van planten als een soort die in Nederland vrij zeldzaam en stabiel of toegenomen is. Nederland ligt geheel binnen het Europese deel van het verspreidingsgebied. De soort is zeldzaam in het zuiden, oosten en midden van het land en langs de kust van Walcheren, Goeree en Schouwen en verder op de Waddeneilanden.

## Fotogalerij

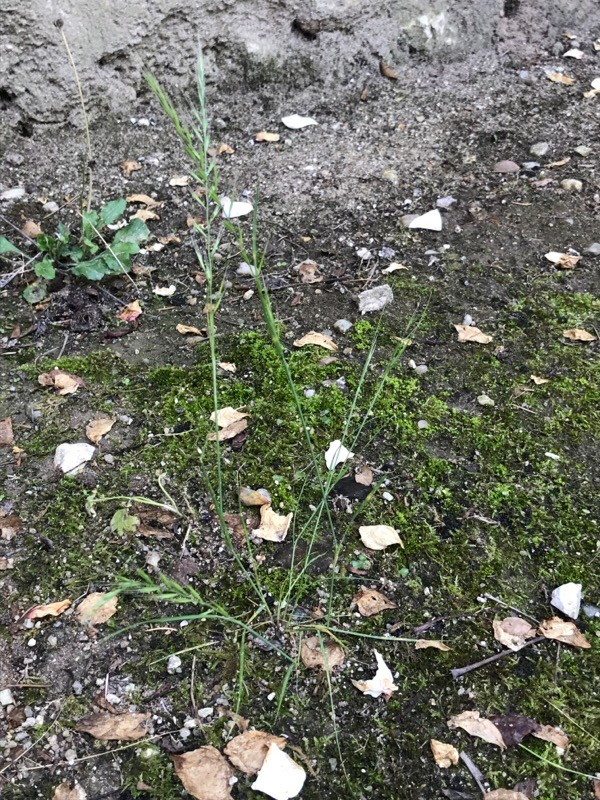
Plant
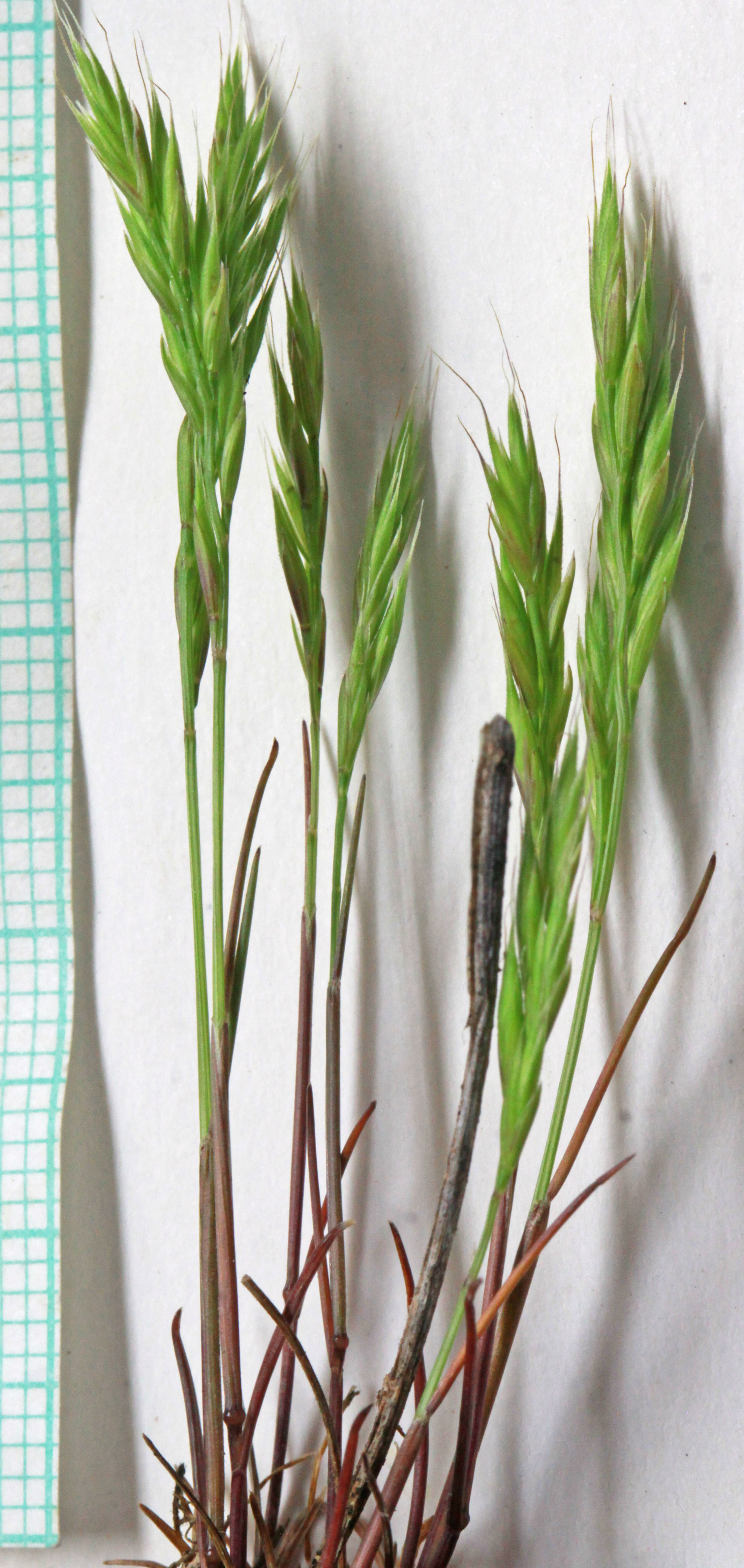
Bloeiwijze
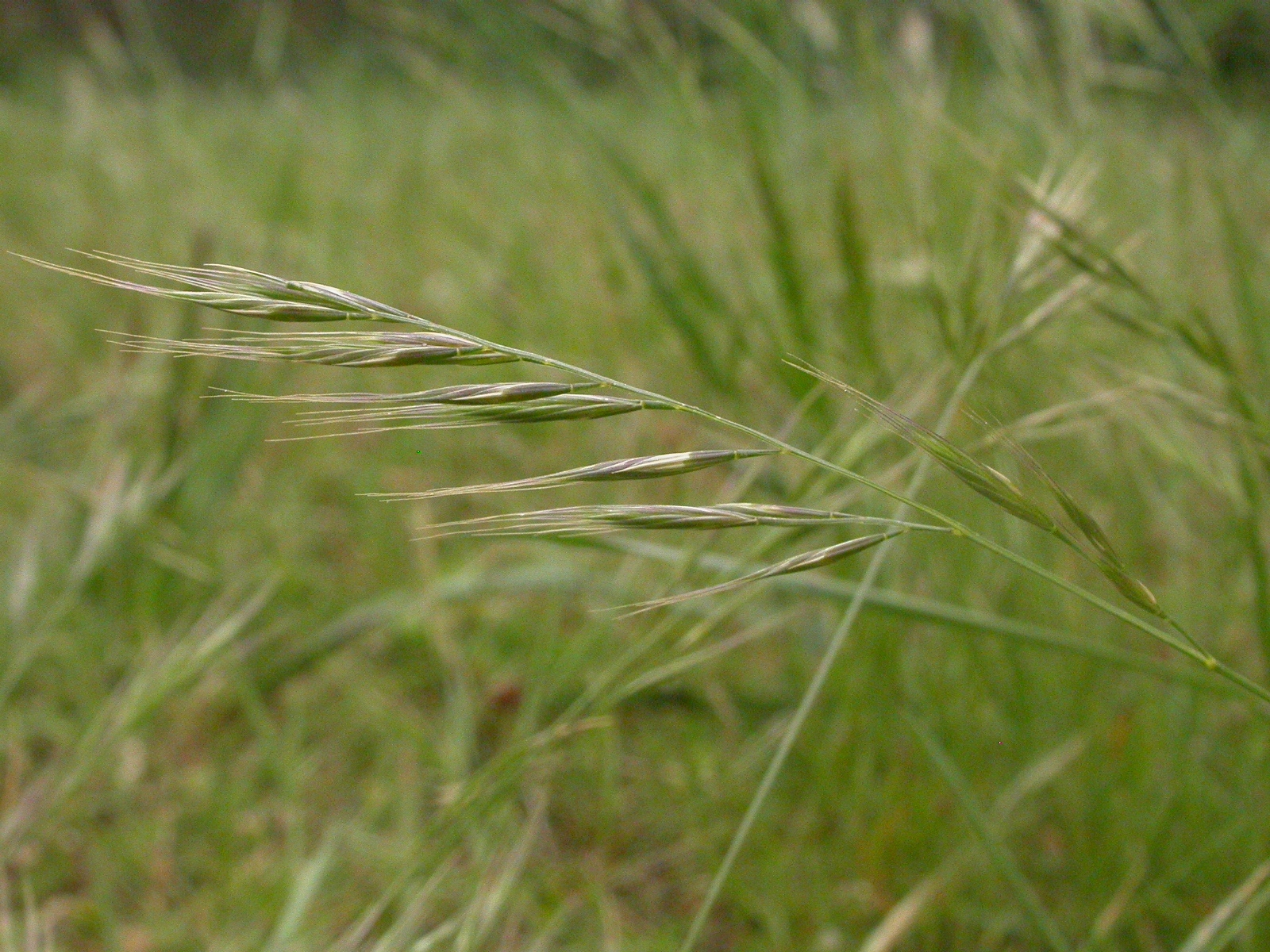
Aartjes
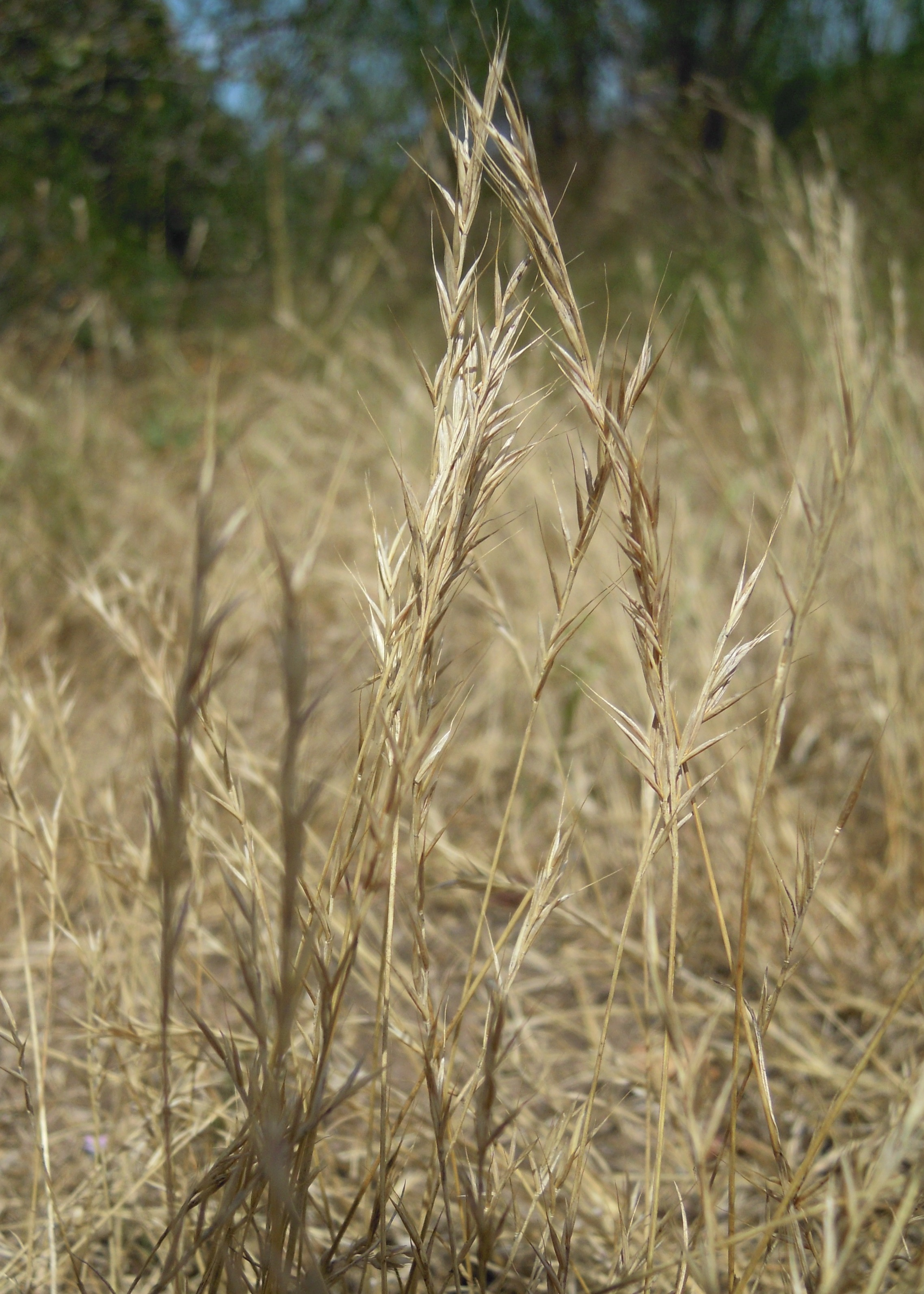
Vruchten